# Ridderorden in Terengganu
Dit is een lijst van ridderorden in de Maleisische staat Terengganu.
De "Duli Yang Maha Mulia Sultan dan Yang di-Pertuan Besar Terengganu Dar ul-Iman" oftewel "Grote Koning en heerser van de staat Terengganu Dar ul-Ihsan en haar territoria" stelde vijf ridderorden in:
- De Meest Hooggeachte Bijzondere Familie-orde van Terengganu of "Darjah Utama Kerabat di-Raja Terengganu Yang Amat di-Hormati" werd op 10 maart 1981 ingesteld.

- De Meest Eervolle Koninklijke Familie-orde van Terengganu of "Darjah Kebesaran Kerabat Terengganu Yang Amat Mulia" werd op 19 juni 1962 ingesteld.

- De Meest vereerde Trouwe Orde van Sultan Mahmud van Terengganu of "Darjah Kebesaran Setia Sultan Mahmud I Terengganu Yang Amat Terpuji" werd op 28 februari 1982 ingesteld.

- De Orde van Sultan Mizan Zainal Abidin van Terengganu of "Darjah Kebesaran Sultan Mizan Zainal Abidin Terengganu" werd in 1999 ingesteld.

 -  -  - 
- De Meest Eervolle Orde van de Kroon van Terengganu of "Darjah Kebesaran Mahkota Terengganu Yang Amat Mulia" werd op 19 juni 1962 ingesteld.